# Separacija
Separacija (lat. separatio: rastavljanje, odvajanje) je naziv za odjeljivanje, razdvajanje, odcjepljenje, odvojenost, izoliranje, izdvajanje ili uklanjanje tvari iz uzorka (smjesa). Separacijom se odvajaju različite komponente različitih osobina.

Poznata je matematička separacija varijabli i kemijska separacija.
U kemijskom inženjerstvu, u procesnoj tehnici, separacija je djelomično ili potpuno razdvajanje heterogenih smjesa raznim postupcima, koji se zasnivaju na razlikama kemijskih i fizikalnih svojstava tvari koji se odvijaju.
Separacijski se procesi mogu podijeliti na:
- mehaničke (npr. prosijavanje, sedimentacija, dekantacija, filtracija, centrifugiranje, čišćenje plinova). Tako se odvajaju sastojci suspenzije;
- ravnotežne (sušenje, isparavanje, precipitacija (taloženje), destilacija, ekstrakcija, apsorpcija, kristalizacija, flotacija, gel-filtracija, ionska izmjena), i
- uvjetovane brzinom prijenosa (plinska difuzija, toplinska difuzija, dijaliza, elektrodijaliza, elektroforeza, reverzna osmoza, molekularna destilacija).

Mehanički separacijski procesi (odvajanje) u jednofaznim sustavima čvrsto/čvrsto uključuju razdvajanje čestica po veličini (klasiranje) i po gustoći (sortiranje).
U kemijskoj industriji česti su mehanički postupci odvajanja disperzne faze od kontinuirane.
Topljive se tvari od koloidnih otopina odvajaju dijalizom, hidrofobne tvari od hidrofilnih flotacijom, lakše hlapljive tvari iz otopina destilacijom, itd.
U dvofaznim sustavima čvrsto/kapljevito mehanički separacijski procesi načelno se dijele na procese u kojima su čvrste čestice relativno pokretljive (npr. gravitacijska sedimentacija) i na one s ograničenom pokretljivošću čestica (npr. gravitacijska sedimentacija) i na one s ograničenom pokretljivošću čestica (npr. različite vrste filtracija).
U kemijskoj i rudarskoj tehnologiji najčešće se separiraju pojedini sastojci ruda, npr. metalonosni materijali ili rovni ugljen od jalovine, čisti ugljen od kamena, itd. To se obično provodi strujom vode (hidraulična struja), strujom zraka (pneumatska struja), djelovanjem magnetskoga polja (magnetska struja), kapljevinama kojima je gustoća veća od gustoće jednoga, a manja od gustoće drugoga sastojka, te prosijavanjem (sa separatorom).

## Najpoznatije vrste separacija
- elektrostatička,
- magnetska,
- niskotemperaturna,
- kondenzata,
- nafte, te
- pliva-tone (koncentriranje u suspenziji).

## Separacija (razdvajanje) smjesa
- visoke gustoće/niske gustoće,
- isparljivo/neisparljivo,
- topivo/netopivo (rastvorljivo/nerastvorljivo),
- reaktivno/inertno (nereaktivno),
- magnetično/nemagnetično,
- polarno/nepolarno.

## Vanjske poveznice
- Separacijski procesi Hrvatska tehnička enciklopedija, portal hrvatske tehničke baštine. LZMK